# Paula Posavec
Paula Posavec (Čakovec, 26. kolovoza 1996.), hrvatska rukometašica članica slovenskog Krima iz Ljubljane. Igra na mjestu lijevog krila.

## Karijera
Paula je iz Strahoninca, sela u okolici Čakovca. Do 2021. bila je igračica Lokomotive iz Zagreba. Prije Lokomotive igrala je u čakovečkom Zrinskom. S Lokomotivom je u sezoni 2016./17. osvojila EHF Challenge Cup. Nastupala je za Hrvatsku na tri Europska prvenstva 2016.,  2018.,  2020. godine i na jednom Svjetskom prvenstvu i to 2021. u Španjolskoj.Zajednica sportskih saveza i udruga Međimurske županije proglasila ju je najuspješnijom sportašicom 2016. godine. Ima sestru blizanku Stelu koja je također rukometašica.